# San Ignacio de Moxos
San Ignacio de Moxos – miasto w Boliwii, położone w środkowej części departamentu Beni.

## Opis
Miejscowość została założona 1 listopada 1689 roku. Przez miasto przebiega droga krajowa RN3. W San Ignacio de Moxos znajduje się port lotniczy.
Co roku w lipcu i sierpniu w mieście odbywa się święto Ichapekene Piesta wpisane na listę reprezentatywną niematerialnego dziedzictwa kulturowego UNESCO.

## Demografia
Źródło.